# The Assistant (film, 1997)
Pour les articles homonymes, voir The Assistant.
Pour plus de détails, voir Fiche technique et Distribution.
The Assistant est un film canadien réalisé par Daniel Petrie, sorti en 1997.

## Fiche technique
- Titre : The Assistant
- Réalisation : Daniel Petrie
- Scénario : Daniel Petrie d'après le roman Le Commis de Bernard Malamud
- Photographie : Alain Dostie et Philip Earnshaw
- Pays d'origine : Canada
- Genre : drame
- Date de sortie : 1997

## Distribution
- Gil Bellows : Frank Alpine
- Armin Mueller-Stahl : Mr Morris Bober
- Joan Plowright : Mme Ida Bober
- Jaimz Woolvett : Ward Minogue
- Ingrid Veninger : une jeune femme